# Walter Jones (Footballspieler)
Walter Jones Jr. (geboren am 19. Januar 1974 in Aliceville, Alabama) ist ein ehemaliger US-amerikanischer American-Football-Spieler auf der Position des Offensive Tackles, der 13 Jahre lang in der National Football League (NFL) aktiv war. Er spielte College Football für die Florida State University und verbrachte anschließend seine komplette Profikarriere bei den Seattle Seahawks. In dieser Zeit wurde er neunmal in den Pro Bowl gewählt sowie in das NFL 2000s All-Decade Team. Er stand in 180 Spielen in Folge in der Startformation, ließ in 5.500 Passversuchen nur 23 Sacks zu und erhielt neun Holding-Strafen. Am 1. Februar 2014 wurde er zum frühestmöglichen Zeitpunkt in die Pro Football Hall of Fame gewählt.

## College
Jones besuchte für zwei Jahre das Holmes Community College, wo er 1994 zum Mississippi Junior College Player of the Year ernannt wurde. Dort spielte er neben Offensive Tackle auch Tight End.
Nach dem Wechsel zur Florida State University spielte er 1995 und 1996 für die Seminoles unter Head Coach Bobby Bowden. 1996 stand er in elf Spielen in der Startaufstellung und ließ dabei einen Sack zu. Nach der Saison entschied er sich, am NFL Draft 1997 teilzunehmen, und somit auf ein weiteres mögliches Jahr am College zu verzichten.

## NFL
Jones wurde im NFL Draft 1997 von den Seattle Seahawks in der ersten Runde, an sechster Stelle ausgewählt. Von da an stand er in jedem Spiel in der Startformation, somit auch in seiner Rookiesaison. Im Jahr 2005 war er Mitglied des Teams, welches es bis in den Super Bowl XL schaffte, und wurde von Sporting News auf Platz eins der 101 besten NFL-Spieler geführt.
Jones wurde neunmal in den Pro Bowl gewählt und siebenmal als All-Pro ausgezeichnet. Er war zu seiner Zeit wohl der Beste auf seiner Position, was die Berufung in das NFL 2000s All Decade Team beweist. Von 1998 bis 2000 half er Ricky Watters dabei, dreimal in Folge über 1000 Yards zu erlaufen und später trug er zu Shaun Alexanders NFL-Rekorden bei.
In seinem 180. Spiel an Thanksgiving 2008 gegen die Dallas Cowboys beendete eine Knieverletzung seine Karriere. Eine Operation war nötig, welche die Saison für ihn vorzeitig beendete. 2009 versuchte er wieder den Anschluss an das Team zu schaffen, was ihm auf aber nicht gelang und er somit eine weitere Saison aussetzen musste. Nach der Spielzeit verkündete er am 29. April 2010 über Twitter seinen Rücktritt. Einen Tag später vermeldeten die Seahawks, dass seine Trikotnummer 71 in Zukunft nicht mehr vergeben werde und die Gouverneurin Christine Gregoire erklärte den 30. April zum „Walter Jones Tag“ im Staat Washington.
Am 5. Dezember 2010, im Spiel gegen die Carolina Panthers wurde sein Trikot mit der Nummer 71 im CenturyLink Field offiziell zur Ruhe gesetzt. Damit ist Jones, nach #80 für Steve Largent und #96 von Cortez Kennedy, erst der dritte Spieler der Seahawks, dessen Nummer nicht mehr vergeben wird (#12 wird zu Ehren der Fans ebenfalls nicht vergeben). Nach Ablauf der fünfjährigen Wartezeit nach dem Karriereende wurde Jones im Jahr 2014 in die Pro Football Hall of Fame gewählt. Damit ist er nach Steve Largent und Cortez Kennedy der dritte Seahawk, dem diese Ehre zuteilwurde und der dabei seine komplette Karriere in Seattle verbracht hat. Am 2. November 2014, in der Halbzeitpause des Spiels gegen die Oakland Raiders, wurde Jones als elfter Spieler in den Seattle Seahawks Ring of Honor aufgenommen.

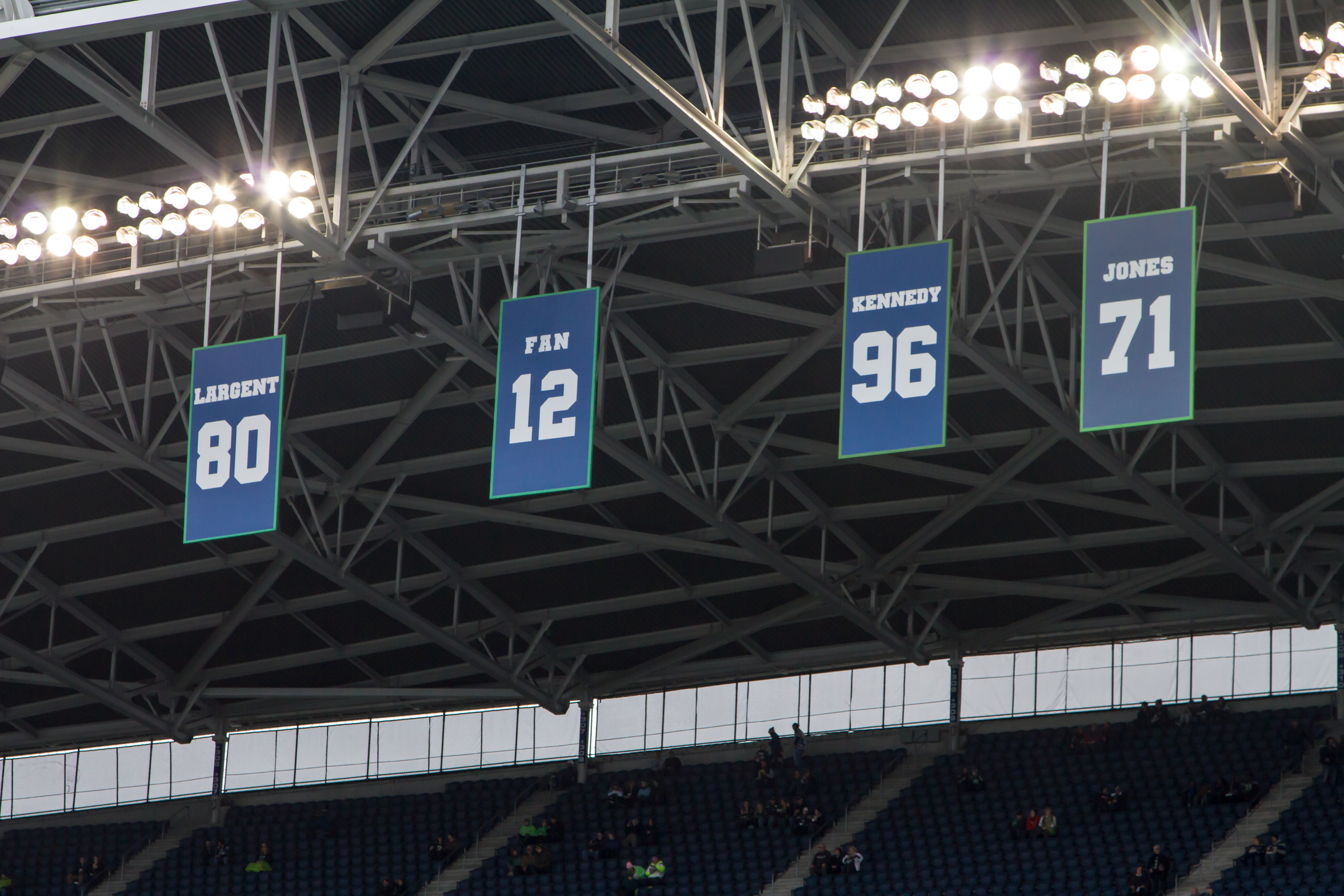
Seahawks retired Numbers